# Friedrich Walz (Politiker, 1794)

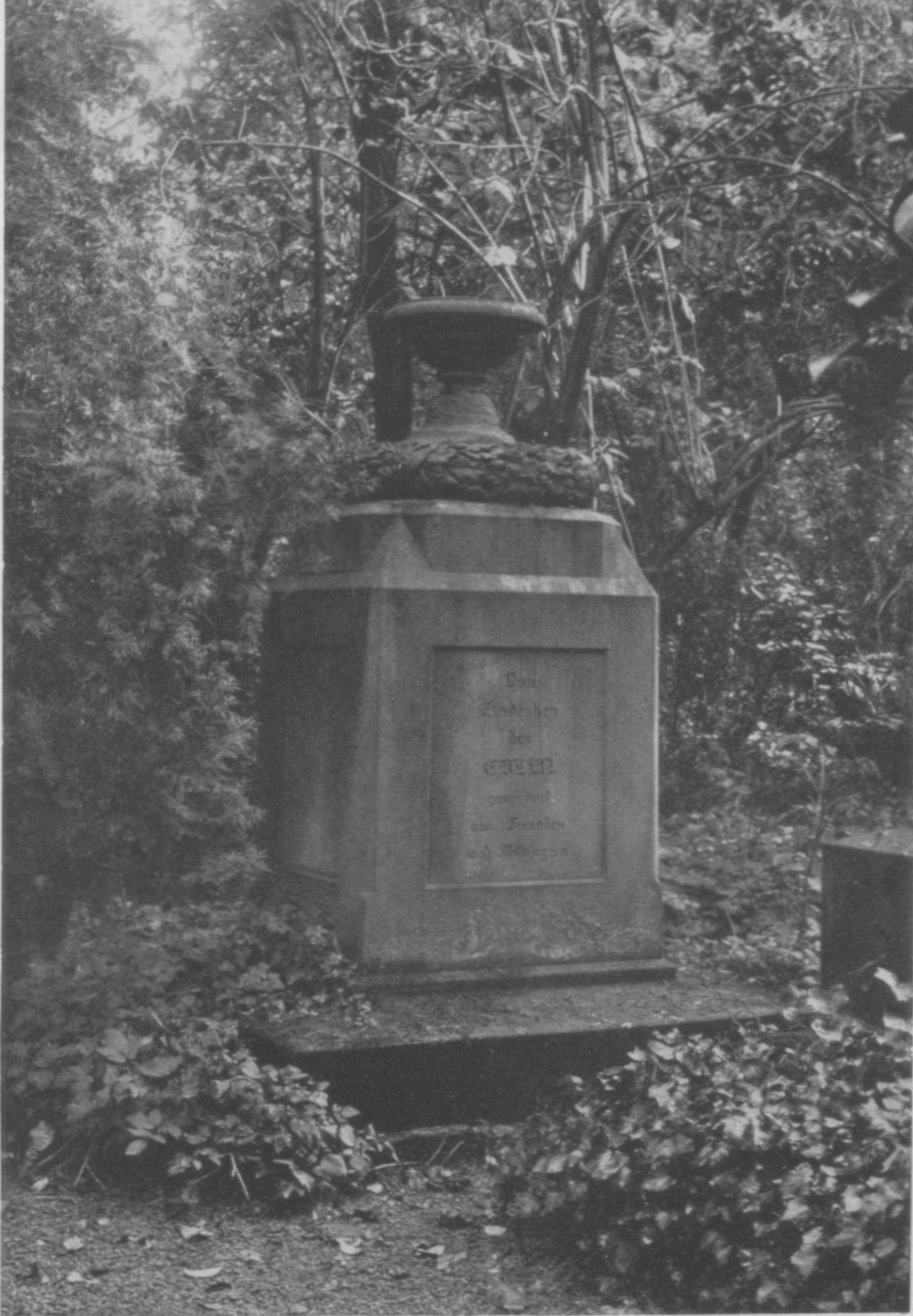
Hoppenlaufriedhof, Stuttgart, Grab von Friedrich Walz, vor 1914

Friedrich Walz (* 18. Juni 1794 in Stuttgart; † 9. Oktober 1842 ebenda) war ein deutscher Jurist und Politiker.

## Leben
Als Sohn eines Apothekers sowie Onkel von Franz von Weber und Heinrich von Weber geboren, ließ sich Walz in Markgröningen zum Schreiber ausbilden und wurde Amtssubstitut in Weinsberg und Köngen. Er studierte Rechtswissenschaften in Tübingen, Heidelberg, Göttingen und Berlin. Während seines Studiums wurde er 1816 Mitglied des Corps Württembergia Tübingen und war 1817 einer der Stifter der Alten Heidelberger Burschenschaft. Er wurde zum Dr. iur. promoviert, war Gerichtsreferendar in Ellwangen und Tübingen, bevor er Rechtskonsulent und Rechtsanwalt sowie Mitglied des Bürgerausschusses und Stadtrat in Stuttgart wurde. Von 1825 bis 1838 war er Abgeordneter der Zweiten Kammer des Württembergischen Landtags.
Sein Grab befindet sich auf dem Hoppenlaufriedhof in Stuttgart.